# Lille Olympique Sporting Club
Lille Olympique Sporting Club, comúnmente conocido como Lille O. S. C. o, simplemente, LOSC es un club de fútbol francés con sede en la ciudad de Lila (Norte) Alta Francia. El club fue fundado en 1944 como resultado de una fusión entre el Olympique lillois y el Sporting Club fivois. Actualmente juega en la Ligue 1, la primera división del fútbol francés. El Lille anteriormente jugó sus partidos de local en el estadio Lille-Metropole en las cercanías de Villeneuve-d'Ascq. En 2012, el club se mudó a su nuevo estadio, el Stade Pierre-Mauroy.
El Lille fue fundado como resultado de una fusión entre el Olympique Lillois y el S. C. Fives. Ambos clubes fueron miembros fundadores de la División 1 francesa y el Lillois fue el campeón inaugural de la liga. Bajo el emblema del Lille, el club ha ganado cinco títulos de liga en 1933, 1946, 1954, 2011 y 2021 además de seis títulos de Copa de Francia, el cuarto club con más títulos de Copa. El Lille, el Red Star F. C. y el París Saint-Germain son los únicos equipos franceses en la historia de la competición que han ganado la Copa de Francia en tres temporadas consecutivas. El período más exitoso del Lille fue la década de 1946-1956, cuando el equipo fue dirigido por los entrenadores George Berry y André Cheuva.
El club tiene una tradicional rivalidad con sus vecinos del Racing Club de Lens. Los dos clubes regularmente disputan el Derby du Nord.

## Historia

### Orígenes y primeros éxitos
El Lille Olympique Sporting Club fue fundado en 1902, con el nombre de Olympique Lillois. Su primer presidente fue André Nicodème. El equipo tuvo diferentes nombres: O.I.C.L. (Olympique Iris Club de Lille) (1941 - 1944), Stade Lillois (1944) después de la fusión con el SC Fives-Lille, y el 23 de noviembre de ese mismo año finalmente se cambia el nombre por el actual.
En 1933, el equipo ganó su primera Liga.
En 1946, el equipo se convierte en el primer ganador de la historia de la Ligue 1 francesa (formato de competición de la liga francesa de fútbol que se mantiene desde entonces). Además en esa temporada un jugador del equipo, René Bihel, es el máximo goleador al marcar 28 goles, con lo que se convierte en el primer jugador en obtener dicho galardón. El Lille OSC es el mejor club de Francia entre los años 1945 y 1955, junto con el Stade de Reims, ganando varias Copas y Ligas.

### Declive deportivo y financiero
En 1956, el Lille vive su primer descenso a la Ligue 2, y entraría en un periodo gris. Entre los años 1970 y 2000, el equipo navega entre la primera y la segunda liga francesa y tiene problemas financieros.
En 1980, el Lille se transformó en sociedad anónima de economía mixta deportiva (SAEMS), con la ciudad de Lille como accionista mayoritario. En 1991, el Lille, bajo la dirección de Jacques Santini, fue 6.º en la Liga y se quedó a solo dos puntos de clasificarse para una competición europea, pero los entrenadores posteriores no pudieron repetir este rendimiento. Además, la situación económica era realmente grave, hasta el punto de que tuvo una amenaza real de quiebra. Finalmente se salvó después de que Bernard Lecomte, designado por el municipio, se convirtiera en presidente del club en 1994, evitando así un descenso administrativo y estableciendo un plan de recuperación que preveía la devolución de los 70 millones de francos suizos en la deuda en junio de 1998. Durante este período de austeridad donde la Liga Nacional de Fútbol prohibió al club los fichajes, el Lille tuvo que desprenderse de sus jugadores estrella y centrarse en su centro de formación.
En 1996, el equipo evitó el descenso por un solo punto, y finalmente bajó a la Ligue 2 en 1997. Vahid Halilhodžić fue contratado como nuevo técnico en septiembre de 1998 con la misión de recuperar la categoría perdida, pero se quedó a las puertas de la gloria al terminar 4.º, por detrás del Troyes, debido al goal average.

### Éxito nacional e internacional

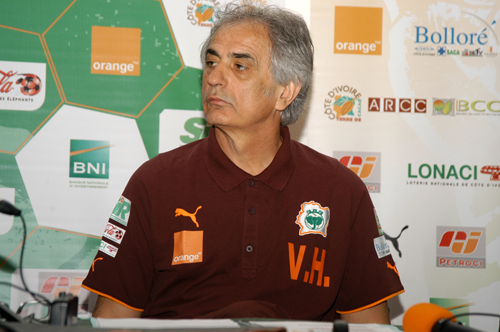
Con Vahid Halilhodžić en el banquillo, el Lille pasó de penar en la Ligue 2 a jugar la Liga de Campeones en apenas tres años.

En la temporada 1999-2000, el Lille OSC consiguió el ascenso a la Ligue 1 como campeón de la división de plata y, en su primera campaña de vuelta a la máxima categoría (2000-01), el equipo se clasificó en tercera posición, siendo el conjunto menos goleado y clasificándose por primera vez no solo para una competición europea, sino también para la Liga de Campeones de la UEFA. Consiguió acceder a la fase de grupos de dicha competición tras eliminar al Parma en la ronda previa. El Lille de Vahid Halilhodžić se caracterizaba por su fiabilidad defensiva (con una defensa adelantada) y una rápida transición ofensiva para transformar en gol las ocasiones creadas. Al mismo tiempo, la propiedad del club pasó a manos privadas, concretamente a las de los inversores Luc Dayan y Francis Graille. Desde entonces, el Lille juega regularmente competiciones europeas y es uno de los mejores clubes de la Ligue 1.
En abril de 2002, el productor cinematográfico Michel Seydoux adquiere parte de las acciones del club y se convierte en el nuevo presidente. Por su parte, Claude Puel fue nombrado nuevo técnico para sustituir al saliente Vahid Halilhodžić. La decisión, pese a una primera temporada complicada (también debido a la marcha de varios jugadores importantes como Bruno Cheyrou, Dagui Bakari o Pascal Cygan), se mostró acertada a largo plazo, ya que el Lille consiguió su primer título europeo al ganar la Copa Intertoto en 2004. Además, fue subcampeón de la Ligue 1 2004-05 y se clasificó nuevamente para la Liga de Campeones de la UEFA, mientras que obtuvo el 3.er puesto en la temporada 2005-06.
En 2004, tras restablecer el equilibrio económico y deportivo del Lille, Luc Dayan decidió abandonar la presidencia de la entidad, vendiendo sus acciones a Isidore Partouche y Michel Seydoux.
En la temporada 2006-07, el Lille alcanzó su mayor logro en Europa: llegar a los octavos de final de la Champions, donde fueron eliminados por el Manchester United. En la Ligue 1 los resultados fueron algo más decepcionantes y, tras no clasificarse para ninguna competición europea al terminar séptimo en la Ligue 1 2007-08, desde la cúpula del club se apostó por Rudi García como nuevo entrenador a partir de 2008, tras la marcha de Claude Puel al Olympique de Lyon. El equipo volvería a estabilizarse en las posiciones nobles del campeonato a partir de entonces. Paralelamente, en 2007 se completó la construcción del Domaine de Luchin, el centro de formación y de entrenamiento de jugadores del club. En la Ligue 1 2009-10 perdieron el subcampeonato al ser derrotados por el FC Lorient en la última jornada, con lo cual quedaron relegados a la Liga Europa.

### Segundo doblete y crisis de identidad

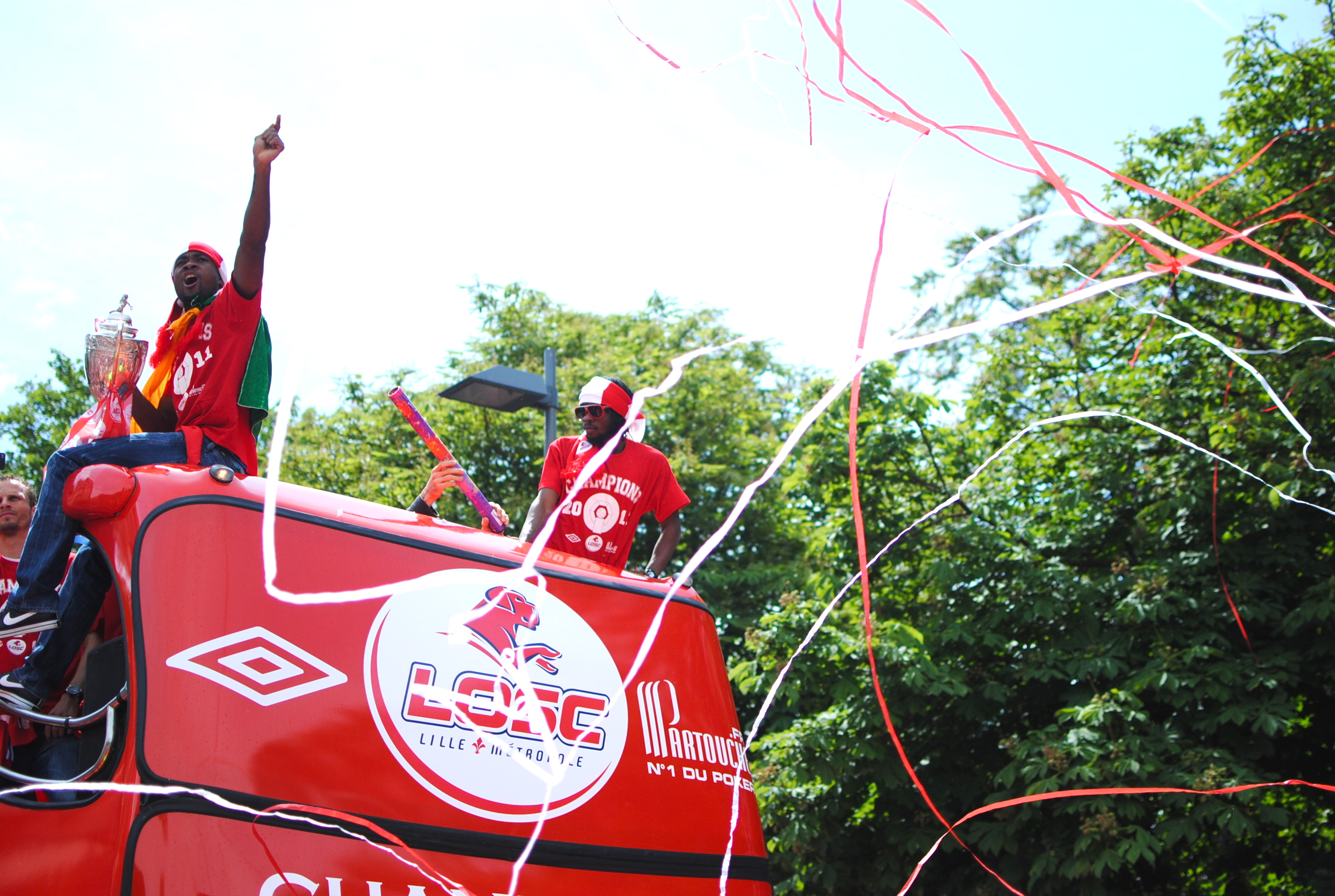
Celebración del doblete de 2011.

El Lille logró un hito histórico la campaña 2010-11: el doblete (ganó su tercera Liga francesa, más de cincuenta años después de la segunda; y también fue campeón de la Copa, que tampoco ganaba desde los años 1950). El equipo fue reconocido no solo por sus éxitos, sino también por su estilo de juego, un 4-3-3 eminentemente ofensivo. En la Ligue 1, les dogues sumaron 76 puntos y aventajaron en 8 al segundo clasificado, el Olympique de Marsella; mientras que en la Copa, vencieron por 0-1 al París Saint-Germain con un gol de Ludovic Obraniak en el minuto 88.
En la siguiente temporada (2011-12), el Lille intentó defender su corona, pero había perdido a jugadores clave como Adil Rami y Gervinho, lo que sumado al desgaste derivado de la acumulación de partidos explica que sufriera un mal comienzo en el campeonato francés, donde se vio sorprendido por las fuerzas emergentes del fútbol galo (París Saint-Germain y Montpellier HSC). Además, no pudo pasar de la fase de grupos de la Champions League. Aunque terminó mejorando y consiguiendo solo 2 puntos menos que en la campaña anterior, manteniéndose con opciones de alcanzar a los mencionados equipos a falta de 2 jornadas para el final del campeonato, finalmente tuvo que conformarse con la tercera posición en la Ligue 1. Así, se clasificó para la Liga de Campeones por quinta vez en su historia tras superar al FC Copenhague en la previa.
Más traspasos de hombres importantes como Mathieu Debuchy y Eden Hazard debilitan al Lille, que al término de una irregular primera vuelta de la Ligue 1 2012-13 se sitúa en un discreto octavo lugar; y además es eliminado en dieciseisavos de final de la Copa de Francia (3-2 ante el Saint Étienne) y en la fase de grupos de la Liga de Campeones. En cambio, en la Copa de la Liga iguala su mejor actuación, llegando a semifinales. A pesar de mejorar en la segunda vuelta, donde tuvo opciones de terminar tercero y clasificarse nuevamente para la Champions, el sexto puesto final no fue suficiente para acceder a una competición europea, algo que no sucedía desde 2008.
Tras cinco años al frente del Lille, Rudi García se marchó a la Roma y René Girard ocupó su puesto. Como consecuencia de la construcción del nuevo estadio, el presupuesto pasó de 100 millones de euros a 75 para el curso 2013-14. El nuevo técnico cambió el sistema de juego a un 4-4-2, y el equipo pasó de caracterizarse por su mentalidad ofensiva a asegurar los cimientos defensivos. Cabe destacar que el Lille seguía perdiendo jugadores importantes en años recientes: Aurélien Chedjou, Dimitri Payet o Lucas Digne son algunos ejemplos.
A pesar de un inicio irregular, el Lille consiguió 20 puntos en 10 partidos de Ligue 1, lo que le ubicó en 3.er puesto y supuso su mejor comienzo en la Liga francesa desde la temporada 2004-05. Al vencer 2-0 al Mónaco en la 12.ª jornada, el Lille se sitúa segundo en el campeonato, por delante del conjunto monegasco y a solo dos puntos del multimillonario Paris Saint-Germain, siendo además el equipo menos goleado. Mantuvo esa segunda posición durante 5 jornadas, hasta que en la 17.ª perdió ante el Girondins de Burdeos, poniéndose fin a la racha de imbatibilidad tanto del equipo (que no perdía un partido desde el 15 de septiembre) como de su guardameta Vincent Enyeama (1061 minutos sin encajar un gol). Pese a este tropiezo, el equipo concluye la primera vuelta con un empate ante el París Saint-Germain, estando en 3.er lugar con 40 puntos, su récord en 19 partidos en la Ligue 1. Pero después de mostrar un gran nivel en la primera mitad de la Liga, el Lille comienza la segunda parte del campeonato con malos resultados, lo que permite al Saint Étienne situarse a un solo punto de su 3.ª posición en varias ocasiones. Finalmente, con algunos apuros, el equipo se asegura el 3.er puesto y la clasificación para la Liga de Campeones con una victoria en la última jornada, a diferencia de lo sucedido 4 años antes en el mismo escenario. Se cumplía así con nota el objetivo de clasificarse para una competición europea, obteniendo una tercera posición que seguramente era lo máximo a lo que se podía aspirar. Destacar que el equipo fue el 2.º menos goleado del campeonato (26 goles en contra, solo 3 más que el campeón) y mantuvo su portería imbatida en 21 partidos, más de la mitad de los 38 totales.
En la temporada 2014-15, el Lille no pudo clasificarse para la fase de grupos de la Liga de Campeones al ser eliminado por el Oporto en la ronda previa (0-3), con lo cual jugará la Europa League. Al mismo tiempo, su máximo goleador de los dos últimos años, Salomon Kalou, se marcha traspasado al Hertha Berlín (según los medios, por su elevado sueldo). En la Ligue 1, el equipo mantiene sus señas de identidad: solidez defensiva y eficacia ofensiva, lo que le permite situarse líder tras la 5.ª jornada, pero luego encadena tres derrotas consecutivas que le hacen caer a la zona templada de la clasificación. El 6 de noviembre, el Lille disputa su 100.º partido en competición europea frente al Everton. En la Liga, el conjunto francés sigue perdiendo fuelle, encadenando 8 jornadas sin ganar y mostrando una preocupante dificultad para marcar goles, con solo 10 tantos anotados en 15 jornadas, terminando la primera vuelta en tierra de nadie (11.º puesto). La mala racha se extiende también a la Europa League, donde el Lille es eliminado en la fase de grupos tras no poder ganar ninguno de los 6 partidos. Ante la mediocridad en la Liga y la eliminación a las primeras de cambio en la Copa de Francia, el equipo confiaba en salvar su temporada ganando la Copa de la Liga, pero el escollo del París Saint-Germain en semifinales fue insalvable. En la recta final de la temporada, los resultados mejoran y permiten al Lille acercarse a los puestos europeos, aunque finalmente obtuvo la 8.ª posición del campeonato.
Dos años después de su llegada, René Girard abandonó el banquillo del Stade Pierre-Mauroy "de mutuo acuerdo" con el club al término de esta decepcionante temporada. El nuevo técnico fue Hervé Renard, que firmó un contrato por tres temporadas. Durante el mercado de verano, se produjeron numerosos cambios en el equipo, ya que futbolistas importantes en los últimos años como Simon Kjær o Nolan Roux fueron traspasados. Para ocupar sus puestos, se apostó por una mezcla entre veteranos como Mounir Obbadi y Renato Civelli y jóvenes promesas como Ibrahim Amadou y Baptiste Guillaume, en un proceso de "reconstrucción" del equipo. El joven y prometedor Sofiane Boufal sería quien debía llevar las riendas del equipo en la delantera ante la marcha de atacantes como Nolan Roux o Divock Origi.
El Lille comenzó la Ligue 1 2015-16 sumando dos empates y una derrota en los tres primeros partidos, sin poder marcar un solo gol en esos 3 primeros encuentros, algo que no le sucedía desde la temporada 2002-03 (aunque hay que reseñar que sus primeros rivales fueron de los más fuertes del campeonato: París Saint-Germain, Mónaco y Girondins de Burdeos). Al igual que en las dos temporadas anteriores, el equipo priorizaba la defensa y le costaba marcar goles, contabilizando solo dos dianas a favor en 6 partidos, su peor registro desde 1995. Los resultados siguieron sin mejorar, y al término de la 13.ª jornada, con el equipo situado en una peligrosa 16.ª posición, el club decidió relevar a Hervé Renard. Era la primera vez que el Lille despedía a un entrenador durante el curso de la temporada desde 1998. Patrick Collot fue nombrado entrenador interino y dirigió al equipo en la 14.ª jornada, logrando un empate ante el Troyes, antes de ceder el testigo a Frédéric Antonetti. El cambio de entrenador tuvo el efecto deseado pese a que debutó con una derrota, ya que el equipo consiguió tres victorias consecutivas y un empate para cerrar la primera vuelta en la zona templada de la clasificación con 24 puntos. La mejoría del Lille y los fichajes del mercado de invierno hicieron que el club recuperara el objetivo fijado al inicio de la temporada de finalizar en el primer tercio de la clasificación de la Liga; pero al comenzar el año, el equipo volvía a mostrar su irregularidad al desplomarse en la Liga, perdiendo ante el colista Troyes; cayendo eliminado de la Copa de Francia frente a un equipo del CFA y clasificándose para la final de la Copa de la Liga por primera vez en su historia. En la recta final de la temporada, el Lille enlazó 5 victorias consecutivas que no solo le garantizaron la permanencia, sino que le acercaron a las posiciones nobles de la tabla. El equipo norteño terminó la temporada perdiendo la final de la Copa de la Liga, pero 7 victorias y 2 empates en las 9 últimas jornadas de la Ligue 1 le llevaron a una 5.ª posición que le dio derecho a jugar la próxima Liga Europa. El equipo volvió a ser el 2.º menos goleado del campeonato, como dos años antes.
La temporada 2016-17 comenzó con una decepción para el Lille, ya que no pudo acceder a la fase de grupos de la Liga Europa al ser eliminado por el FK Qäbälä (resultado global de 2-1) en la eliminatoria previa. La tendencia negativa también se reprodujo en la Ligue 1 2016-17, donde el equipo solo pudo sumar 10 puntos en 13 partidos, ocupando el 19.º puesto de la clasificación. Estos malos números suponían el peor comienzo del Lille en el torneo doméstico en 20 años, situación que provocó que Frédéric Antonetti se desvinculara de la entidad. Patrick Collot volvió a hacerse cargo del equipo de forma provisional, logrando revertir la situación y llevar al Lille a la 12.ª posición tras cerrar la primera vuelta de la Ligue 1 con 3 victorias, 2 empates y una sola derrota. Al mismo tiempo, se completaba el proceso de compra de la entidad por parte de Gerard Lopez.

### Era Lopez
Tras más de 14 años como presidente del Lille, Michel Seydoux entró en negociaciones para la compra del club con el empresario luxemburgués Gerard Lopez en octubre de 2016 antes de firmar un protocolo de acuerdo en diciembre. El anuncio oficial del relevo en la presidencia llegó el 13 de enero de 2017, aunque no se hizo efectivo hasta el 26 de enero, cuando la sociedad L Holding adquirió el 95% de las acciones de la entidad y Gerard Lopez accedió a la presidencia. En lo deportivo, el Lille se había alejado de las últimas posiciones de la clasificación con la llegada de Patrick Collot a finales del año, pero el equipo volvió a sumar malos resultados en 2017. Franck Passi fue nombrado nuevo técnico hasta final de temporada, momento en el cual Marcelo Bielsa tomaría el relevo de su antiguo asistente y se convertiría en el nuevo entrenador del Lille para los dos próximos años. Franck Passi, con la ayuda de fichajes como Junior Alonso y Anwar El Ghazi, logró asegurar la permanencia matemática del Lille en la Ligue 1 en la 35.ª jornada, tras ganar al Montpellier (0-3). Finalmente, el equipo norteño terminó la temporada como 11.º clasificado en la Ligue 1.

Resultados del Lille en las temporadas de la Ligue 1 en el.

En el mercado de verano de la "era Lopez" y con Marcelo Bielsa al mando, el Lille apostó mayoritariamente por jugadores jóvenes, como Kévin Malcuit, Edgar Ié, Luiz Araújo, Nicolas Pépé, Thiago Mendes o Thiago Maia, quien se convirtió, por aquel entonces, en el fichaje más caro de la historia del club. A pesar de estrenarse en la Ligue 1 con un amplio triunfo (3-0) ante el Nantes, los pupilos de Marcelo Bielsa no ganaron ninguno de los 9 partidos siguientes y cayeron a puestos de descenso. Aunque dos victorias consecutivas parecían aliviar la situación, una nueva derrota (3-0 ante el Amiens en un partido aplazado) volvió a hundir al Lille en la 19.ª posición de la tabla. Tres días después, el 23 de noviembre, se anunció la "suspensión temporal" de Marcelo Bielsa en sus funciones de técnico del equipo, sin especificarse las razones de dicha decisión. Unas semanas después, el club confirmó la ruptura del contrato con el entrenador argentino. El equipo fue dirigido por una comisión formada por miembros del personal técnico del club durante el mes que restaba de competición antes de terminar la primera vuelta del torneo, llevándolo al 18.º puesto de la clasificación y cediendo el testigo al nuevo entrenador, Christophe Galtier. Si bien el Lille permaneció en las últimas posiciones durante casi toda la segunda vuelta, acabó alcanzando la permanencia en la 37.ª jornada, como consecuencia de 3 victorias consecutivas.
En verano de 2018, el club tuvo que traspasar a varios de sus jugadores para equilibrar sus cuentas, reemplazándolos con otros futbolistas que llegaron libres o a bajo coste. Sorprendentemente, y a pesar de tener que rediseñar su plantilla prácticamente por completo, el Lille completó un inicio de temporada muy positivo, situándose en segunda posición en la primera vuelta de la Ligue 1 2018-19. Finalmente, el equipo terminó obteniendo el subcampeonato en la Ligue 1, firmando su mejor temporada desde el doblete en 2011.
En su regreso a la Liga de Campeones de la UEFA, el Lille compartió grupo con Ajax de Ámsterdam, Chelsea FC y Valencia CF y sólo pudo conseguir un punto en 6 partidos frente a estos 3 equipos, quedando eliminado de toda competición europea. En la Ligue 1, el conjunto francés protagonizó un irregular inicio, pero acabó la primera vuelta como 4.º clasificado. El 30 de abril de 2020, la Ligue de Football Professionnel dio por terminada la Ligue 1 a causa de la pandemia del coronavirus a falta de 10 jornadas por disputarse, con lo cual el Lille acabó en el 4.º puesto que ocupaba en el momento en el que se suspendió el campeonato, clasificándose para la próxima edición de la Liga Europa.
El inicio de la temporada 2020-2021 fue altamente satisfactorio para el Lille, llegando a ser el líder de la Ligue 1 en la 15.ª jornada y clasificándose para los dieciesisavos de final de la Liga Europa.

### Era Merlyn Partners
A pesar de haber llevado al Lille al éxito deportivo durante sus casi 3 años en el cargo, Gerard Lopez tomó la decisión de vender la entidad a causa de una elevada deuda de la misma. El 18 de diciembre de 2020, la sociedad luxemburguesa Callisto Sporting SARL, propiedad de Merlyn Partners SCSp, se convirtió en el nuevo dueño del club y Olivier Létang accedió al cargo de presidente.
El 23 de mayo de 2021, el Lille se proclamó campeón de la Ligue 1, logrando su quinto título en esta competición, y el primero desde la temporada 2010-11, quitándole de paso el dominio absoluto que tenía el multimillonario equipo del París Saint-Germain sobre el fútbol francés. Asimismo, también fue el equipo menos goleado del torneo y sumó 83 puntos, estableciendo un nuevo récord en su historia. Sin embargo, Christophe Galtier anunció su marcha del club sólo 2 días después de la conquista del campeonato, incorporándose al OGC Niza. Jocelyn Gourvennec fue el elegido para ocupar su vacante.

## Uniforme
- Uniforme titular: Camiseta roja, pantalón azul y medias azules.
- Uniforme alternativo: Camiseta amarilla, pantalón negro y medias negras.
- Tercer uniforme: Camiseta blanca, pantalón blanco y medias blancas.

### Evolución
| 2010-11 | 2011-12 | 2012-13 | 2013-14 | 2014-15 | 2015-16 |
| 2016-17 | 2017-18 | 2018-19 | 2019-20 | 2020-21 | 2021-22 |
| 2022-23 | 2023-24 | 2024-25 | 2025-26 |         |         |

## Estadio

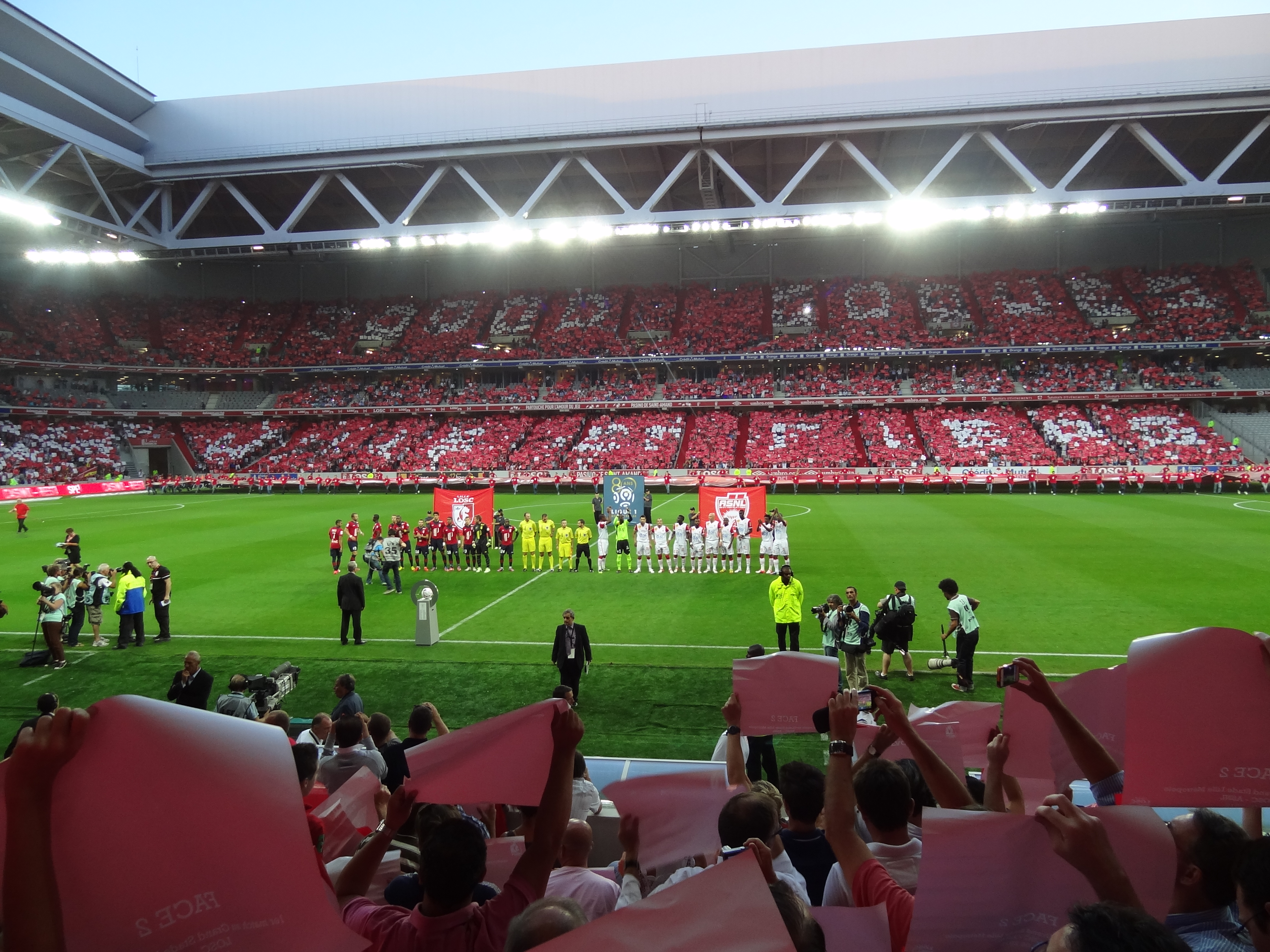
El Estadio Pierre-Mauroy en su primer partido.

El equipo disputaba sus partidos en el Stadium Lille Métropole, un estadio multiusos de la ciudad de Villeneuve-d'Ascq, en Francia. Habitualmente es utilizado para los partidos jugados en casa por el club Lille OSC ya que el Estadio Borne de l'Espoir se está construyendo. Tiene una capacidad de 18.185 espectadores y fue construido en 1976 por el arquitecto Roger Taillibert. Anteriormente el club jugaba sus partidos en el Estadio Grimonprez Jooris.
Su actual estadio es el Estadio Pierre-Mauroy, un nuevo estadio con capacidad para 50 186 espectadores que fue inaugurado en agosto de 2012. Es un estadio categoría 4 de la UEFA. Con el comienzo de la temporada 2012-13 y el estreno del nuevo estadio, el Lille batió su récord de abonados, con 30.500.

### Centro de entrenamiento
El LOSC tiene uno de los más competitivos centros de entrenamiento de Europa. El Domaine de Luchin, localizado en la periferia de la ciudad de Lille, es una antigua granja que fue renovada para acoger el conjunto de las instalaciones deportivas y administrativas del Lille OSC.

## Rivalidades

Situación geográfica de los rivales regionales del Lille OSC. Muy próximo a Lille está su gran rival del RC Lens, con quien disputa el Derby du Nord.

El LOSC mantiene una fuerte rivalidad con su vecino el RC Lens. Juega con él el denominado Derby du Nord.
Se suele oponer las hinchadas de ambos clubes por motivos sociológicos, puesto que Lille, capital regional, es vista como más burguesa que Lens, ciudad minera. Además, la poca distancia entre ambas ciudades hace que en cada partido esté en juego la supremacía regional.
El LOSC mantiene también una rivalidad con otros vecinos del Norte: el Valenciennes Football Club y el US Boulogne, aunque éstas son mucho más débil que las que mantiene con el Lens.
Según una encuesta de la revista France Football, el Lille es el tercer equipo más apreciado por los franceses, solo por detrás del FC Nantes y del Girondins de Burdeos. Asimismo, es el 5.º club francés más seguido en Facebook y el 7.º en Twitter.

## Datos del club
- Temporadas en la Ligue 1: 65 (2024-25).
- Temporadas en la Ligue 2: 14
- Mejor puesto en la liga: 1.º (1945-46, 1953-54, 2010-11, 2020-21).
- Peor puesto en la liga: 19.º (1996-97).
- Mayor goleada a favor: Lille - Golden Lion 12-0 (Copa de Francia, 6 de enero de 2024).[129]
- Mayor goleada en contra: OGC Niza - Lille 7-1 (Première Division, 18 de septiembre de 1955).
- Máximo goleador:  Jean Baratte (170).
- Más partidos disputados:  Marceau Somerlinck (359).

## Palmarés
Nota: en negrita competiciones vigentes en la actualidad.

### Torneos Nacionales (11)
| Competición Nacional              | Títulos                                               | Subcampeonatos                                        |
| --------------------------------- | ----------------------------------------------------- | ----------------------------------------------------- |
| Primera División de Francia (4/6) | 1945-46, 1953-54, 2010-11, 2020-21.                   | 1947-48, 1948-49, 1949-50, 1950-51, 2004-05, 2018-19. |
| Copa de Francia (6/2)             | 1945-46, 1946-47, 1947-48, 1952-53, 1954-55, 2010-11. | 1944-45, 1948-49.                                     |
| Supercopa de Francia (1/2)        | 2021.                                                 | 1955, 2011.                                           |
| Copa de la Liga (0/1)             |                                                       | 2015-16.                                              |
|                                   |                                                       |                                                       |
| Ligue 2 (4/0)                     | 1963-64, 1973-74, 1977-78, 1999-00.                   |                                                       |

### Torneos internacionales (1)
| Competición Internacional       | Títulos | Subcampeonatos |
| ------------------------------- | ------- | -------------- |
| Copa Intertoto de la UEFA (1/1) | 2004.   | 2002.          |
| Copa Latina (0/1)               |         | 1951.          |

### Palmarés total
| Lille O. S. C.                                                                | 4 | 6 | 1 | 4 | 1 | 12 |
| Datos actualizados a la consecución del último título el 1 de agosto de 2021. |   |   |   |   |   |    |

## Directiva
- Presidente:  Olivier Létang.
- Director de Fútbol Profesional: Franck Béria.
- Director jurídico: Julien Mordacg.
- Director financiero y administrativo: Reynald Berghe.
- Director de comunicación: Aurélien Delespierre.
- Director de operaciones: Didier de Climmer.

Fuente

## Históricos del club

#### Máximos goleadores

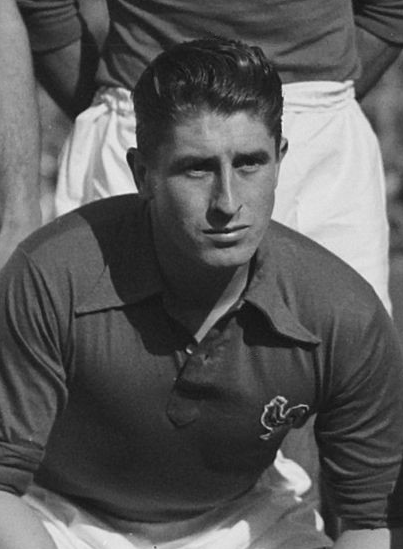
Jean Baratte, abril de 1949

Estos son los máximos goleadores que han vestido la camiseta del Lille OSC:
| Jugador          | Goles |
| ---------------- | ----- |
| Jean Baratte     | 218   |
| André Strappe    | 135   |
| Jonathan David   | 101   |
| Gérard Bourbotte | 96    |
| Jean Lechantre   | 81    |
| Bolek Tempowski  | 81    |

#### Más partidos jugados
| Jugador            | Goles |
| ------------------ | ----- |
| Marceau Somerlinck | 428   |
| André Strappe      | 365   |
| Florent Balmont    | 323   |
| Rio Mavuba         | 313   |
| Mathieu Debuchy    | 301   |

## Entrenadores

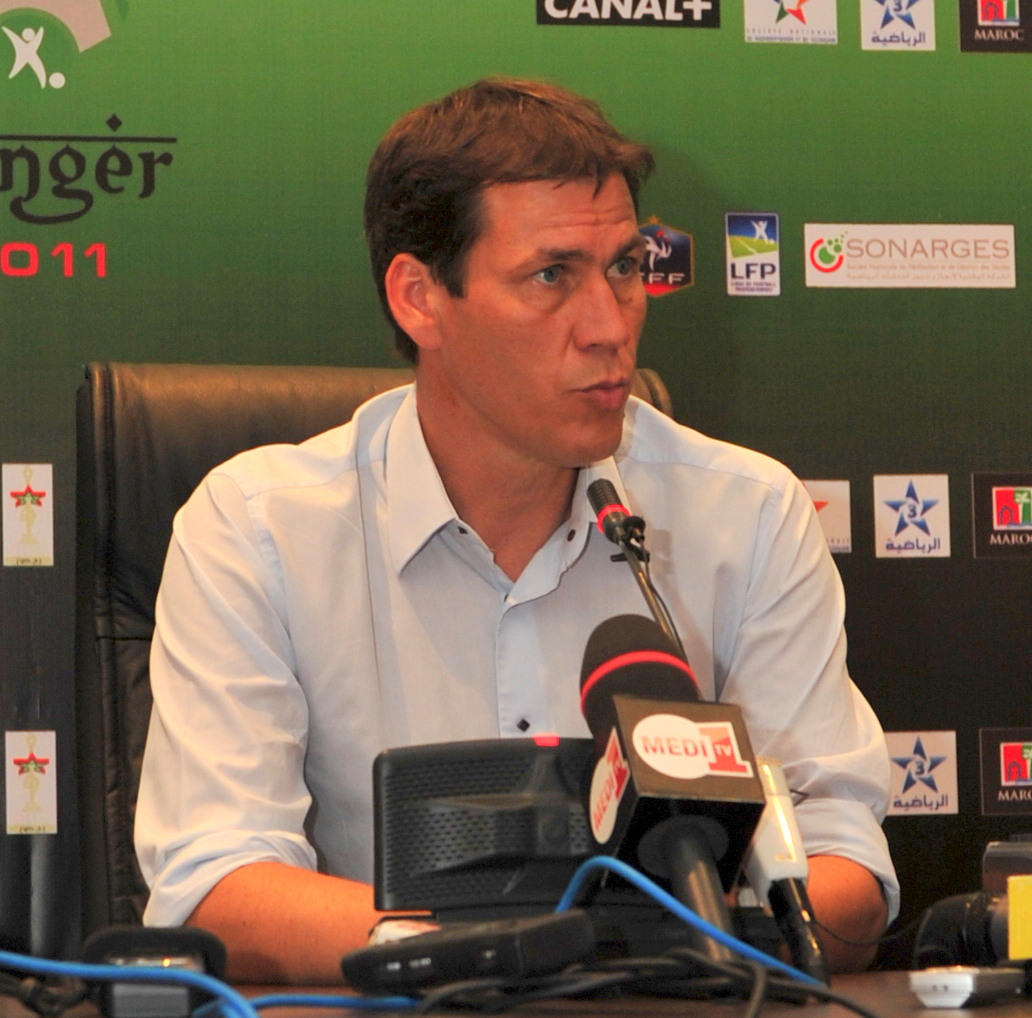
Rudi García entrenó al Lille entre 2008 y 2013, ganando dos títulos.

El Lille OSC ha tenido un total de 42 técnicos a lo largo de su historia, contando al actual, Bruno Génésio. El primer entrenador del Lille fue el inglés Georges Berry (en el cargo entre 1944 y 1946). El más longevo, y también el más laureado (con 7 títulos), fue André Cheuva, que dirigió a les dogues durante 12 años (de 1946 a 1958). La inmensa mayoría de entrenadores han sido franceses; y todos, salvo Marcelo Bielsa, europeos. Claude Puel, Rudi García, René Girard y Christophe Galtier han sido galardonados con el premio a mejor entrenador de Francia. Los técnicos del Lille han sido los siguientes:
| Entrenador                  | Años      |
| --------------------------- | --------- |
| George Berry                | 1944-1946 |
| André Cheuva                | 1946-1958 |
| Jacques Delepaut (interino) | 1959      |
| Jules Vandooren             | 1959-1961 |
| Jean Baratte                | 1961-1962 |
| Jean Van Gool (interino)    | 1962      |
| Guy Poitevin                | 1962-1963 |
| Jules Bigot                 | 1963-1966 |
| Jean Van Gool (interino)    | 1966      |
| Daniel Langrand             | 1966-1969 |
| Joseph Jadrejak             | 1969-1970 |
| René Gardien                | 1970-1973 |
| Georges Peyroche            | 1973-1976 |
| Charles Samoy (interino)    | 1976-1977 |
| José Arribas                | 1977-1982 |
| Arnaud dos Santos           | 1982-1984 |
| Georges Heylens             | 1984-1989 |
| Jacques Santini             | 1989-1992 |
| Bruno Metsu                 | 1992-1993 |
| Henryk Kasperczak           | 1993      |
| Pierre Mankowski            | 1993-1994 |
| Jean Fernandez              | 1994-1995 |

| Entrenador                                   | Años       |
| -------------------------------------------- | ---------- |
| Jean-Michel Cavalli                          | 1995-1997  |
| Hervé Gauthier Charles Samoy (interinos)     | 1997       |
| Thierry Froger                               | 1997-1998  |
| Vahid Halilhodžić                            | 1998-2001  |
| Bruno Baronchelli (interino)                 | 2001-2002  |
| Vahid Halilhodžić                            | 2002       |
| Claude Puel                                  | 2002- 2008 |
| Rudi García                                  | 2008- 2013 |
| René Girard                                  | 2013- 2015 |
| Hervé Renard                                 | 2015       |
| Patrick Collot (interino)                    | 2015       |
| Frédéric Antonetti                           | 2015-2016  |
| Patrick Collot (interino)                    | 2016-2017  |
| Franck Passi                                 | 2017       |
| Marcelo Bielsa                               | 2017       |
| João Sacramento Fernando Da Cruz (interinos) | 2017       |
| Christophe Galtier                           | 2018-2021  |
| Jocelyn Gourvennec                           | 2021-2022  |
| Paulo Fonseca                                | 2022-2024  |
| Bruno Génésio                                | 2024-      |